# لنگفورد بیکر
لنگفورد بیکر (انگلیسی: Langford Baker; ۲۹ مارس ۱۸۷۹ – ۲۰ مهٔ ۱۹۶۴) بازیکن فوتبال بود.
از باشگاه‌هایی که در آن بازی کرده است می‌توان به باشگاه فوتبال گریمزبی تاون اشاره کرد.